# Добрица (Ивановская область)
Добрица — село в Лухском районе Ивановской области России, входит в состав Порздневского сельского поселения.

## География
Расположено на берегу реки Добрицы в 11 км на северо-восток от центра поселения села Порздни и в 30 км на северо-восток от районного центра посёлка Луха.

## История
В 1815 году в селе на средства прихожан была построена каменная Покровская церковь с колокольней, престолов в церкви было 3.
В XIX — первой четверти XX века село входило в состав Якушевской волости Юрьевецкого уезда Костромской губернии, с 1918 года — Иваново-Вознесенской губернии.
С 1935 года село входило в состав Быковского сельсовета Лухского района Ивановской области, с 2005 года — в составе Порздневского сельского поселения. 

## Население
| 1872 | 1897 | 1907 | 2002 | 2010 |
| ---- | ---- | ---- | ---- | ---- |
| 60   | ↗94  | ↘93  | ↘21  | ↘15  |

## Достопримечательности
В селе расположены действующая церковь Покрова Пресвятой Богородицы (1815) и деревянная церковь Сергия Радонежского (2017).